# Poliarchia
Il termine poliarchia deriva dalle parole greche πολύς (polys = molto, più di uno) e ἀρχή (arkhé =comando) e vale  quindi comando di molti.

## Genesi
Il termine viene introdotto per la prima volta nel 1953 da Robert Alan Dahl (professore emerito dell'Università di Yale) e Charles E. Lindblom, per indicare "i processi e le istituzioni di quel tipo di democrazia rappresentativa su larga scala sviluppatosi nel XX secolo".

## Caratteristiche della poliarchia
Non è la semplice restrizione ad un preciso periodo storico che giustifica  e specifica il valore del termine, secondo i proponenti; la forma di governo che generalmente viene chiamata democrazia ha invece nel XX secolo caratteri particolari che ne impongono (o almeno ne consigliano) la distinzione da altre forme di governo affini.
Benché vada distinta dalla democrazia, secondo i suoi teorizzatori la poliarchia è "anche... una forma di democrazia" sebbene "solo una delle forme che la democrazia può assumere"  ma comunque "non è affatto una democrazia perfetta, perché non soddisfa completamente le condizioni di un processo di governo pienamente democratico" .
La poliarchia è contraddistinta da alcune caratteristiche che la differenziano rispetto ad altri sistemi di governo. Le più generali sono l'estensione della cittadinanza "alla maggior parte dei membri adulti della comunità" e il fatto che il diritto di cittadinanza comprenda "l'opportunità di opporsi ai detentori delle più alte cariche di governo" .
Robert A. Dahl sottolinea in particolare la problematica relazione tra la poliarchia e il capitalismo, che sono speso associati come inseparabili; però "l'esperienza storica indica che l'economia di mercato industriale o postindustriale non è una condizione né necessaria né sufficiente perché si abbia la poliarchia" .
Se la poliarchia è, dunque, tipica del XX secolo, c'è da interrogarsi sul suo futuro nel secolo XXI e oltre. Dahl ne registra l'espansione notevole nella seconda metà del secolo, ma anche la precaria e discutibile condizione in molti dei paesi in cui ha trovato applicazione. Dahl individua nei conflitti nazionali e culturali all'interno dei singoli paesi, nella tensione tra poliarchia ed economia di mercato e nel processo di globalizzazione gli ostacoli principali alla stabilizzazione o all'ulteriore espansione della poliarchia (ossia, della democrazia del XX secolo).
Secondo il linguista e intellettuale socialista libertario Noam Chomsky gli Stati Uniti e in generale le democrazie occidentali fondate su economie capitaliste sono forme illusorie di democrazia, perché i cittadini si limitano solo a ratificare periodicamente le scelte dentro un sistema di poteri che sfugge al loro reale controllo decisionale e di partecipazione. Il termine poliarchia assume quindi una connotazione completamente negativa, come potere di alcuni in contrapposizione alla  democrazia che resta una aspirazione al controllo dal basso, di tutti, ma si svela come negli attuali sistemi come semplice mistificazione ideologica. 